# NZZ Mediengruppe
NZZ (Neue Zürcher Zeitung) Mediengruppe (cunoscut și ca AG für die Neue Zürcher Zeitung) este o companie media care se ocupă cu activitățile legate de ziare, reviste, publicații de carte și difuzare de televiziune în Zürich, Elveția. Compania are produse pentru regiunile de limbă germană ale țării.

## Istoric și profil
NZZ Mediengruppe a fost înființată în 1780 odată cu începerea publicației sale emblematice Neue Zürcher Zeitung. Din 2014, Veit Dengler a fost directorul executiv al grupului al cărui sediu este la Zurich. Compania are o atitudine liberală și nu susține colectivismul sau corporatismul.
Grupul are activități de afaceri în domeniile editării de ziare, editării de reviste și cărți, precum și difuzării regionale de radio și televiziune. Compania operează și ediții online ale publicațiilor pe care le deține.
Divizia de editare de ziare a grupului este formată din două companii, NZZ și Free Press Holding AG. Pe lângă Neue Zürcher Zeitung, compania deține și ziare regionale, și anume St. Galler Tagblatt și Neue Luzerner Zeitung. Grupul deținea 74,93% din St. Galler Tagblatt AG, care publică St. Galler Tagblatt, prin intermediul subsidiarei sale Free Press Holding AG. În mai 2014, Free Press Holding AG a achiziționat pachetul rămas de acțiuni al companiei de la PubliGroupe.
NZZ Mediengruppe a fost proprietarul Bund Verlag AG, editor al cotidianului Der Bund⁠(d), până în 2003, când a fost vândut către Espace Media Groupe.
NZZ Mediengruppe a fost al patrulea editor important de reviste din Elveția în ceea ce privește circulația în anii 2005, 2008 și 2012. Una dintre noile completări este NZZ Geschichte⁠(d), o revistă de istorie, care a fost lansată la Zürich în aprilie 2015.
În ceea ce privește editarea de cărți, filiala companiei este NZZ Libro. NZZ Film und Fernsehen este o altă subsidiară a companiei care produce programe de televiziune.